# 中部運輸局
中部運輸局（ちゅうぶうんゆきょく）は、国土交通省の地方支分部局の一つ。

## 概要
運輸・交通に関する業務を行う地方運輸局である。
福井県と東海地方（岐阜県、静岡県、愛知県、三重県）を所管地域としている。なお、2002年（平成14年）7月1日より、同局で所管されていた石川県と富山県は北陸信越運輸局へ管轄を移行されている。
1985年（昭和60年）3月31日以前は名古屋陸運局という名称で、「めいりく」と呼ばれていた。

## 所在地
- 〒460-8900 愛知県名古屋市中区三の丸二丁目2番1号 名古屋合同庁舎第1号館

## 所在地及び組織

### 本庁舎
- 総務部	
  - 総務課
  - 人事課
  - 会計課
- 観光部 
  - 交通企画課
  - 国際観光課
  - 観光地域振興課
  - 地域振興推進室
- 交通環境部 
  - 環境課
  - 物流課
  - 消費者行政・情報課
- 鉄道部
  - 監理課
  - 計画課
  - 技術課
  - 安全指導課
  - 鉄道安全監査官
- 自動車交通部 
  - 旅客第一課
  - 旅客第二課
  - 貨物課
  - 自動車監査官
- 自動車技術安全部 
  - 管理課
  - 整備課
  - 技術課
  - 保安・環境課
- 海事振興部	
  - 旅客課
  - 貨物・港運課
  - 船舶産業課
  - 船員労政課
  - 船員求人情報
- 海上安全環境部
  - 船舶安全環境課
  - 船員労働環境・海技資格課
  - 運航労務監理官
  - 船舶検査官
  - 船舶測度官
  - 海技試験官
  - 外国船舶監督官
- 中部船員地方労働委員会

### 出先機関
陸運部門
- 福井運輸支局本庁舎
- 岐阜運輸支局
  - 飛騨自動車検査登録事務所
- 静岡運輸支局本庁舎
  - 沼津自動車検査登録事務所
  - 浜松自動車検査登録事務所
- 愛知運輸支局
  - 西三河自動車検査登録事務所
  - 小牧自動車検査登録事務所
  - 豊橋自動車検査登録事務所
- 三重運輸支局本庁舎
  - 四日市自動車検査場

海事部門
- 福井運輸支局敦賀庁舎 - 福井県全域
- 静岡運輸支局清水庁舎 - 下田海事事務所の管轄区域を除く静岡県
- 静岡運輸支局下田海事事務所 - 静岡県下田市・熱海市・伊東市・伊豆市・賀茂郡・田方郡
- 三重運輸支局四日市庁舎 - 鳥羽海事事務所の管轄区域を除く三重県
- 三重運輸支局鳥羽海事事務所 - 三重県南勢・東紀州地域及び多気郡

※ 岐阜県、愛知県の海事事務は本局直轄。